# Cowinar
Cowinar – wieś w Armenii, w prowincji Gegharkunik. W 2011 roku liczyła 5115 mieszkańców.